# Ermac
Ermac est un personnage de la série de jeu de combat de Midway Games, Mortal Kombat. Le personnage est né de rumeurs à propos d'un menu système affichant le texte ERMACS, suivi d'allégations d'un bug présumé dans le premier jeu. Les rumeurs du personnage présumé ont été perpétuées par le magazine de jeux vidéo Electronic Gaming Monthly (EGM),, et en raison de l'intérêt croissant, il a été ajouté par les développeurs de la série à la liste des personnages jouables dans Ultimate Mortal Kombat 3, via une palette swap rouge de Scorpion.
Ermac est devenu un personnage récurrent dans les jeux Mortal Kombat après avoir joué un rôle central dans Mortal Kombat: Mystification, où il a notamment été remanié au niveau du design, puis des rôles moins importants dans les épisodes suivants. Le personnage est apparu dans les divers médias de la franchise, comme la série animée Mortal Kombat : Les Gardiens du royaume ou encore la web-série Mortal Kombat: Legacy.

## Historique
Dans la troisième révision de la version arcade du premier Mortal Kombat paru en 1992, une option intitulée « Ermacs » figurait dans les menus systèmes du jeu. Cette option se situait juste en dessous de celles des personnages de Reptile et de Shang Tsung, ce qui a alimenté une rumeur selon laquelle Ermac aurait été un personnage caché à débloquer. Le terme « Ermacs » faisait référence en réalité à « Error Macros », un journal pour les développeurs lorsque le jeu plante,.
Midway Games a retiré l'option « Ermacs » lors d'une mise à jour du jeu en 1993, mais les spéculations sur le personnage se sont intensifiées après que le magazine américain Electronic Gaming Monthly a publié une capture d'écran du premier jeu Mortal Kombat ainsi qu'une lettre d'un joueur qui prétend avoir joué contre un ninja rouge nommé Ermac, muni d'un appareil photographique Polaroid sur son écran comme preuve. À l'insu du magazine, la photo était une image trafiquée du personnage Scorpion dans une pose de victoire dans l'arène Warrior Shrine de la version Super Nintendo du jeu, teintée en rouge et avec une phrase sur l'écran central où l'on peut lire « Ermac Wins ». Un bug a été rapporté par les joueurs, signalant un glitch qui aurait fait clignoter en rouge les graphismes des personnages ninjas du jeu, avec les inscriptions « Error Macro » / « Ermac » dans la barre d'énergie. Cependant, un tel événement n'était pas possible car le compteur de macros ne pouvait pas augmenter en cas de véritable problème, alors qu'il n'existait aucune palette rouge pour le personnage.
Dans Mortal Kombat II, les développeurs ont inclus plusieurs messages différents qui apparaissent aléatoirement après avoir fini le jeu. Parmi ces messages, on peut lire la phrase « Ceamr Odse Nto Exits », qui est l'anagramme de « Ermac Does Not Exist » (Ermac n'existe pas). Un autre message est glissé dans les secrets du jeu de Mortal Kombat II, les personnages Smoke ou Jade apparaissent lors de certains combats en laissant des indices, dont l'un d'eux est : « Ermac Who? ». L'équipe de développement décide finalement de l'inclure dans la mise à jour de Mortal Kombat 3, intitulée Ultimate Mortal Kombat 3, sortie en 1995 sur arcade et en 1996 sur consoles.

## Design
Ermac est une recoloration des autres personnages ninjas des trois premiers épisodes de la série. Pour le démarquer des autres ninjas, la couleur utilisée est le rouge. Le personnage est numérisé à partir de l'acteur John Turk, qui a également servi pour tous les autres personnages de type ninja ou même encore Shang Tsung,
Ermac ne sera plus utilisé pour les prochains jeux Mortal Kombat, jusqu'en 2004, où il refait son apparition dans Mortal Kombat: Mystification. Le directeur artistique et concepteur principal des personnages du jeu, Steve Beran, donne une nouvelle identité visuelle pour Ermac,. Beran explique lors d'une interview que son objectif de refaire de vieux personnages était de les différencier grandement de leurs incarnations précédentes. Son design provenant de Mortal Kombat: Mystification est gardé pour le reboot de 2011, mais la couleur rouge est moins présente tandis que la couleur noire est plus représentée.
Pour Mortal Kombat X, Ermac a été conçu avec une silhouette plus mince et son masque exposant davantage son visage, révélant une peau en décomposition. Selon le studio NetherRealm, son apparence amaigrie est le résultat de sa perte de contrôle des âmes à l'intérieur de son corps.

## Apparitions
Ermac est une concentration d'âmes de guerrier décédés, conçu pour servir de gardien à Shao Kahn, l'empereur d'Outworld. Le rassemblement d'âmes lui confère des pouvoir télékinétiques et se réfère à lui-même au pluriel. Dans Ultimate Mortal Kombat 3, extension de Mortal Kombat 3 servant à intégrer de nouveaux personnages, Ermac sort de l'ombre pour prouver son existence en participant à l'invasion de Shao Kahn et au troisième tournoi.
Il disparaît de la série jusqu'en 2002 avec Mortal Kombat: Deadly Alliance, dans lequel Shao Kahn est tué avec Liu Kang par les sorciers Shang Tsung et Quan Chi, mais Ermac reste sous son contrôle et erre à Outworld sans instructions jusqu'à une rencontre avec Kenshi, qui le libère du sortilège de Kahn par pitié. En gage de gratitude, Ermac enseigne à Kenshi la technique du « Telekinetic Slam ».
Dans Mortal Kombat: Mystification, Ermac devient une force du bien pour expier ses crimes commis au nom de Kahn. Il s'allie à l'esprit de Liu Kang et aide à libérer les âmes emprisonnées de ses amis qui avaient été tués par l'Alliance Mortelle, puis ressuscités et contrôlés par le personnage principal du jeu, le roi dragon Onaga.